# Sirovojedstvo
Sirovojedstvo odnosno sirova hrana, također poznata kao sirova prehrana ili dijeta sirovom hranom, je prehrambena praksa jedenja samo ili uglavnom hrane koja je nekuhana i neprerađena. Ovisno o filozofiji ili vrsti životnog stila i željenim rezultatima, prehrana sirovom hranom može uključivati izbor voća, povrća, orašastih plodova, sjemenki, jaja, ribe, mesa i mliječnih proizvoda. Dijeta također može uključivati jednostavno prerađenu hranu, kao što su razne vrste proklijalih sjemenki, sira i fermentirane hrane kao što su jogurti, kefir, kombucha ili kiseli kupus, ali općenito ne hranu koja je pasterizirana, homogenizirana ili proizvedena upotrebom sintetičkih pesticida, gnojiva, otapala i aditiva u hrani.
Britansko udruženje dijetetičara opisalo je sirovu hranu kao modnu dijetu ( tu se zaboravlja da je ova vrsta prehrane tisućljećima imala i ima svoju ulogu u jogi i budizmu ).Prehrana sirovom hranom, posebno sirovo veganstvo, može smanjiti unos esencijalnih minerala i hranjivih tvari, poput vitamina B12.Tvrdnje zagovornika sirove hrane su pseudoznanstvene.

## Vrste sirove prehrane
Prehrana sirovom hranom je prehrana koja se u potpunosti ili većinom sastoji od nekuhane hrane ili hrane koja se kuha na niskim temperaturama.

### Prehrana sirovom životinjskom hranom
Prehrana sirovom životinjskom hranom uključuje sve životinje koje se mogu jesti sirove, kao što su nekuhano, neprerađeno sirovo mišićno meso/meso organa/jaja, sirovi mliječni proizvodi i odležana, sirova životinjska hrana kao što su stoljetna jaja, fermentirano meso/riba/školjke/ kefir, kao i povrće, voće, orašasti plodovi i klice, ali općenito ne sirove žitarice, sirovi grah i sirova soja. Sirova hrana uključena u takve dijete nije zagrijavana iznad 40 °C (104 °F).  Mnogi sirovi svejedi s mrštenjem gledaju na dimljeno meso. Neki prave razliku između toplo dimljenog i hladno dimljenog.

## Primjeri dijeta
"Prvobitni obrok ljudi"
inače poznata kao "instinktivno jedenje" i "Sirova paleolitska dijeta" (odnosno jednostavno  "prehrana sirovim mesom")
"Primarna dijeta"
sastoji se od masnog mesa, iznutrica, mliječnih proizvoda, meda, minimalne količine sokova od voća i povrća i proizvoda od kokosa, sve sirovo.
"Sirova paleolitska dijeta"
je sirova verzija (kuhane) paleolitske prehrane, koja uključuje velike količine sirove životinjske hrane kao što su meso/meso organa, morski plodovi, jaja i neka sirova biljna hrana, ali obično izbjegavajući hranu koja nije paleo kao što su sirovi mliječni proizvodi, žitarice i mahunarke.
Osnivač Primal Diet je Aajonus Vonderplanitz, stanovnik Malibua u Kaliforniji. Aajonus Vonderplanitz je procijenio da samo u Sjevernoj Americi postoji 20 000 sljedbenika njegove iskonske prehrane bogate sirovim mesom.
- Prehrana Aboridžina sastojala se od velikih količina sirovog mesa, iznitrica i bobičastog voća, uključujući tradicionalnu prehranu plemena Neneta iz Sibira i Inuita
- Pemmican kao tradicionalno sjevernoameričko putničko jelo, pripremljeno od sušenog mesa, masti i bobičastog voća

## Sirovo veganstvo
Sirovo veganstvo rijetko se prakticiralo u povijesti(no nema sumnje da je imalo i ima određenu ulogu u jogi i uz nju vezane prehrambene prakse),te je postalo moda u 21. stoljeću. Sirova veganska prehrana sastoji se od neprerađene, sirove biljne hrane koja nije zagrijavana iznad 40–49 °C (104–120 °F). Tipične namirnice uključene u prehranu sirovom hranom su voće, povrće, orašasti plodovi, sjemenke te proklijale žitarice i mahunarke ( sve navedeno najbolje iz biološkog odnosno organskog uzgoja).
Među sirovim veganima postoje podskupine, kao što su "frutarijanci", "sokovnjaci" ili "sproutarijanci". Frutarijanci jedu prvenstveno ili isključivo voće, bobičasto voće, sjemenke i orašaste plodove. Kod prehrane sokovima koristi se sokove od sviježeg voća i povrća te samoniklog jestivog bilja,dok treća podskupina kao hranu koristi prije svega isklicane žitarice,pseudožitarice i mahunarke.
Britanska udruga dijetetičara proglasila je sirovu vegansku prehranu jednom od "top 5 najgorih dijeta slavnih koje treba izbjegavati u 2018.", izazivajući zabrinutost da bi mogla ugroziti dugoročno zdravlje ( tu je pak dobro napomenuti da su udruge poput navedene,kao i razni gramzivi znanstvenici i liječnici imali u zadnjih 150 godina nepobitno važnu ulogu u promoviranju najrazličitije konzervirane i visoko prerađene hrane kao prihvatljive ako ne i bolje od sviježih odnosno neprerađenih namirnica).

## Povijest
Rani dokumenti o prehrani sirovom hranom povezani su s pustinjacima i redovnicima koji su prakticirali asketizam. Na primjer, Ivan Egipatski, pustinjak iz Nitrijske pustinje, živio je pedeset godina na dijeti sušenog voća i povrća; nikada nije jeo ništa kuhano.Dokumentirani dokaz o privrženosti sirovoj hrani bio je etiopski redovnik Qozmos, koji se u kasnim 1300-im godinama n. e. posvetio asketskoj disciplini jedenja samo nekuhane hrane. To je predstavljalo problem za njegov samostan Etiopske pravoslavne crkve Tewahedo jer je odbijao jesti pečeni euharistijski kruh. Kao rezultat toga, pobjegao je iz crkve i otišao živjeti u židovsku zajednicu Bet Izrael.
Suvremenu prehranu sirovom hranom prvi je u Švicarskoj razvio Maximilian Oskar Bircher-Benner (1867. – 1939.), koji je kao mladić bio pod utjecajem njemačkog pokreta Lebensreform, koji je smatrao civilizaciju korumpiranom i tražio povratak "prirodi"; prihvatio je holističku medicinu, nudizam, slobodnu ljubav, tjelovježbu i druge aktivnosti na otvorenom te hranu za koju je smatrao da je "prirodnija".   Bircher-Benner je na kraju prihvatio vegetarijansku prehranu, ali je to otišao dalje i odlučio da bi sirova hrana bila je ono što su ljudi stvarno trebali jesti; bio je pod utjecajem ideja Charlesa Darwina da su ljudi samo još jedna vrsta životinja, a Bircher-Benner je primijetio da druge životinje ne kuhaju svoju hranu. Godine 1904. otvorio je sanatorij u planinama izvan Züricha pod nazivom " Lebendinge Kraft" ili "Vitalna sila", tehnički izraz u pokretu Lebensreform koji se posebno odnosio na sunčevu svjetlost; on i drugi vjerovali su da je ta energija više "koncentrirana" u biljkama nego u mesu, te da se kuhanjem smanjuje. Pacijenti u klinici hranjeni su sirovom hranom, uključujući muesli, koji je ondje i nastao.  Ove ideje utjecale su na Ann Wigmore, istaknutu zagovornicu sirove hrane, ali su ih znanstvenici i medicinska struka odbacili kao nadriliječništvo.
Jedna od najranijih knjiga koja je zagovarala sirovu hranu bila je Uncooked Foods and How to Use Them Eugenea Christiana, 1904. Ostali zagovornici s početka dvadesetog stoljeća uključuju kalifornijskog voćara Otta Carquea (autora The Foundation of All Reform, 1904.), Georgea Juliusa Drewsa (autora Unfired Food and Trophotherapy, 1912.), Bernarra Macfaddena i Herberta Sheltona. Drews je utjecao na Johna i Veru Richter da otvore prvi američki restoran sirove hrane "The Eutropheon" 1917. godine.
Shelton je bio uhićen, zatvaran i više puta novčano kažnjavan zbog bavljenja medicinom bez dozvole tijekom svoje karijere zagovornika rawizma i drugih alternativnih zdravstvenih i prehrambenih filozofija. Sheltonovo naslijeđe, popularizirano knjigama poput Fit for Life Harveyja i Marilyn Diamond, koju američko Nacionalno vijeće protiv zdravstvenih prijevara smatra "pseudonutricijom".
U 1970-ima Norman W. Walker (izumitelj Norwalk Juicing Pressa) popularizirao je dijetu sirovom hranom. Knjiga Leslieja Kentona Raw Energy – Eat Your Way to Radiant Health, objavljena 1984., dodala je popularnost hrani kao što su klice, sjemenke i sokovi od svježeg povrća. Knjiga zagovara prehranu od 75% sirove hrane, za koju tvrdi da će spriječiti degenerativne bolesti, usporiti učinke starenja, dati poboljšanu energiju i potaknuti emocionalnu ravnotežu; navodi primjere kao što su prehrana obogaćena proklijalim sjemenkama dugovječnih Hunza i Gersonova terapija, nezdrava, opasna i potencijalno vrlo štetna prehrana temeljena na sirovim sokovima i režimu detoksikacije za koji se tvrdi da liječi rak.
U 21. stoljeću, prehrana sirovom hranom (osobito ona usmjerena na sirovo mlijeko, sirova jaja i sirovo meso) popularizirana je i politizirana kao dio šireg pokreta "desničarskih bodybuildera" usredotočenog na hipermaskulinitet, fizičku spremnost, fascinaciju drevnim civilizacijama i protivljenje feminizmu i glavnoj struji moderne kulture.

## Vanjske poveznice
- Uncooked foods & how to use them :a treatise on how to get the highest form of animal energy from food, with recipes for preparation, healthful combinations and menus /by Christian, Eugene, 1860-1930 (online)

{kat?}